# 岩尾利弘
岩尾 利弘（いわお としひろ、1987年7月20日 - ）は、大分県津久見市出身の元プロ野球選手（投手）。右投左打。

## 経歴

### プロ入り前
大分県津久見市出身。大分県立津久見高等学校時代は3年夏の大分県大会8強が最高でありこの時は山口俊がエースの柳ヶ浦高にサヨナラ負け、春夏ともに甲子園出場経験はない。
別府大学に進学後、2年時にエースへ成長。2季連続の優勝に貢献し大学選手権にも出場。3年春の地区トーナメント大会では1人で決勝まで投げ抜き、決勝では古川秀一を擁する日本文理大学と対戦し、延長13回の末に敗戦。同試合では13回190球と熱投した。4年秋の地区トーナメント大会でも1人で決勝まで投げ抜き決勝では再び古川と投げ合ったが、延長13回の末、共にサヨナラで敗れている。
2009年10月29日に行われたプロ野球ドラフト会議において埼玉西武ライオンズに3巡目で指名され、入団した。

### 西武時代
2010年8月10日の対東北楽天ゴールデンイーグルス戦でプロ入り初登板を果たす。しかし、打者5人に対し3安打2四球と一死も取れずに降板した。その後8月26日に二軍へ降格し、2試合の登板に終わる。
オフには、10月より台湾で開催された第17回IBAFインターコンチネンタルカップの日本代表選手として選出されオランダ戦と台湾戦で先発登板を果たしている。
2011年は二軍で20試合の先発登板、防御率4.90で、一軍での出場は無かった。 同年シーズンオフの12月に同い年の女性と入籍した。
2013年5月14日の対東京ヤクルトスワローズ戦で先発した十亀剣の後2番手で登板すると、2イニングを無失点に抑えプロ初勝利を挙げた。また、6月13日の対中日ドラゴンズ戦ではプロ初ホールドを記録した。 シーズン終了後には、 田中靖洋 ・相内誠・藤澤亨明と共にオーストラリアン・ベースボールリーグのメルボルン・エイシズへ派遣され、現地のウインターリーグに参加した。この年第一子の誕生を発表している。
2014年は9月2日の対千葉ロッテマリーンズ戦でこの年初登板。13試合1.80の結果を残し高い奪三振率も残した。10月21日に背番号12から31へ変更が発表された。
2015年はオープン戦で7者連続三振を記録するなどアピール。開幕一軍を掴むと中継ぎ陣の一角として登板。4月12日の対ロッテ戦から22日の北海道日本ハムファイターズ戦にかけてリリーフ4試合で9者連続三振を記録。複数試合をまたいでの記録は過去に前例が無いため参考記録扱いながら、１軍公式戦での1957年の梶本隆夫（阪急）と1958年の土橋正幸（東映）の9連続三振のプロ野球記録（当時）に57年ぶりに並んだ。
2016年は2試合の登板に留まった。この年第二子の誕生を発表している。
2017年は一軍登板機会が無く、10月6日に戦力外通告を受け、10月17日に任意引退公示された。

### 引退後
2017年10月21日に打撃投手兼スコアラー戦略室として西武に残留することが発表された。2023年10月29日に退団を発表した。

## 選手としての特徴・人物
細身ながら、最速148キロの快速球と「指が短く」浅く挟んだツーシーム、スプリット、と独特の軌道の縦スライダーを武器とする技巧派、安定したコントロールと高い奪三振率も魅力である。
入団当時は実際には65kgしかなく、その後食事や各種トレーニングでの体作りの成果から1年間で80kgまで増加したという。

## 詳細情報

### 年度別投手成績
| 年 度    | 球 団    | 登 板 | 先 発 | 完 投 | 完 封 | 無 四 球 | 勝 利 | 敗 戦 | セ 丨 ブ | ホ 丨 ル ド | 勝 率 | 打 者 | 投 球 回 | 被 安 打 | 被 本 塁 打 | 与 四 球 | 敬 遠 | 与 死 球 | 奪 三 振 | 暴 投 | ボ 丨 ク | 失 点 | 自 責 点 | 防 御 率 | W H I P |
| -------- | -------- | ----- | ----- | ----- | ----- | -------- | ----- | ----- | -------- | ----------- | ----- | ----- | -------- | -------- | ----------- | -------- | ----- | -------- | -------- | ----- | -------- | ----- | -------- | -------- | ------- |
| 2010     | 西武     | 2     | 0     | 0     | 0     | 0        | 0     | 0     | 0        | 0           | ----  | 13    | 2.0      | 6        | 0           | 2        | 0     | 0        | 0        | 0     | 0        | 4     | 4        | 18.00    | 4.00    |
| 2013     | 西武     | 10    | 0     | 0     | 0     | 0        | 1     | 0     | 0        | 1           | 1.000 | 64    | 12.1     | 16       | 2           | 10       | 1     | 0        | 3        | 2     | 0        | 13    | 13       | 9.49     | 2.11    |
| 2014     | 西武     | 13    | 0     | 0     | 0     | 0        | 1     | 0     | 0        | 1           | 1.000 | 79    | 20.0     | 15       | 0           | 4        | 0     | 2        | 21       | 1     | 0        | 6     | 4        | 1.80     | 0.95    |
| 2015     | 西武     | 21    | 0     | 0     | 0     | 0        | 1     | 0     | 0        | 3           | 1.000 | 140   | 29.0     | 34       | 0           | 18       | 0     | 3        | 29       | 2     | 0        | 22    | 21       | 6.52     | 1.79    |
| 2016     | 西武     | 2     | 0     | 0     | 0     | 0        | 0     | 0     | 0        | 0           | .---  | 13    | 3.0      | 5        | 0           | 2        | 0     | 0        | 1        | 0     | 0        | 3     | 3        | 9.00     | 2.33    |
| NPB：5年 | NPB：5年 | 48    | 0     | 0     | 0     | 0        | 3     | 0     | 0        | 5           | 1.000 | 309   | 66.1     | 76       | 2           | 36       | 1     | 5        | 54       | 5     | 0        | 48    | 45       | 6.11     | 1.69    |

### 年度別守備成績
| 年 度 | 球 団 | 投手  | 投手  | 投手  | 投手  | 投手  | 投手     |
| 年 度 | 球 団 | 試 合 | 刺 殺 | 補 殺 | 失 策 | 併 殺 | 守 備 率 |
| ----- | ----- | ----- | ----- | ----- | ----- | ----- | -------- |
| 2010  | 西武  | 2     | 1     | 0     | 0     | 0     | 1.000    |
| 2013  | 西武  | 10    | 1     | 2     | 0     | 0     | 1.000    |
| 2014  | 西武  | 13    | 0     | 4     | 0     | 0     | 1.000    |
| 2015  | 西武  | 21    | 3     | 6     | 0     | 0     | 1.000    |
| 2016  | 西武  | 2     | 0     | 0     | 0     | 0     | ----     |
| 通算  | 通算  | 48    | 5     | 12    | 0     | 0     | 1.000    |

### 記録
- 初登板：2010年8月10日、対東北楽天ゴールデンイーグルス14回戦（クリネックススタジアム宮城）、8回裏に2番手で救援登板、0/3回3失点
- 初奪三振：2013年5月11日、対福岡ソフトバンクホークス7回戦（鹿児島県立鴨池野球場）、7回裏に吉村裕基から空振り三振
- 初勝利：2013年5月14日、対東京ヤクルトスワローズ1回戦（明治神宮野球場）、5回裏に2番手で救援登板、2回無失点
- 初ホールド：2013年6月13日、対中日ドラゴンズ4回戦（西武ドーム）、10回表に5番手で救援登板、1回無失点

### 背番号
- 12 （2010年 - 2014年）
- 31 （2015年 - 2017年）
- 03 （2018年 - 2023年）

### 登場曲
- 「ひとりじゃない」DEEN